# Suar
Suar ali Suvar (tatarsko  Суар, Suar, čuvaško Сăвар, Săvar, rusko Сувар, Suvar) je bilo srednjeveško (9.-14. stoletje) mesto v Volški Bolgariji in v letih 948-975 prestolnica Suarske kneževine.
Suar je stal v gornjem toku reke Ütäk, levega pritoka reke Volge. V 10. stoletju je koval svoj denar. Bil je politično, gospodarsko in trgovsko središče Volške Bolgarije. Po invaziji Mongolov v Volško Bolgarijo leta   1236 je izgubil svoj pomen. Za ruševine utrdb in palače in temelje zgradb v sedanji vasi Kuzneçixa, Spaska oblast, Tatarstan, velja, da so ostanki Suarja. 

## Vira
- Сувар. Болгарского государственного историко-архитектурного музея-заповедника.
- Сувары.рф.